# Duchy Marsa
Duchy Marsa (ang. Ghosts of Mars) – amerykański filmowy horror science-fiction z roku 2001, wyreżyserowany przez Johna Carpentera do scenariusza autorstwa własnego i Larry’ego Sulkisa. Tematyką film nawiązuje do innego filmu reżysera – Ataku na posterunek 13.

## Zarys fabuły
Rok 2176. Jednostka policji ma za zadanie eskortować Jamesa Williamsa, który obecnie jest przetrzymywany w więzieniu w małej osadzie Shining Canyon. Okazuje się, że miasto jest niemal całkowicie opustoszałe. Oprócz Williamsa i innych więźniów, po mieszkańcach Shining Canyon nie ma ani śladu. To jednak mylne wrażenie, bowiem wkrótce okazuje się, że wszyscy mieszkańcy zostali opętani przez duchy Marsa. Wyposażeni w różnego rodzaju ostre przedmioty, okazują się być bardzo groźnym i zabójczym przeciwnikiem.

## Obsada
- Natasha Henstridge – Melanie Ballard
- Jason Statham – sierżant Jericho Butler
- Clea DuVall – Bashira Kincaid
- Ice Cube – James „Desolation” Williams
- Pam Grier – Helena Braddock
- Joanna Cassidy – dr. Arlene Whitlock
- Liam Waite – Michael Descanso